# Nord-Nikosia

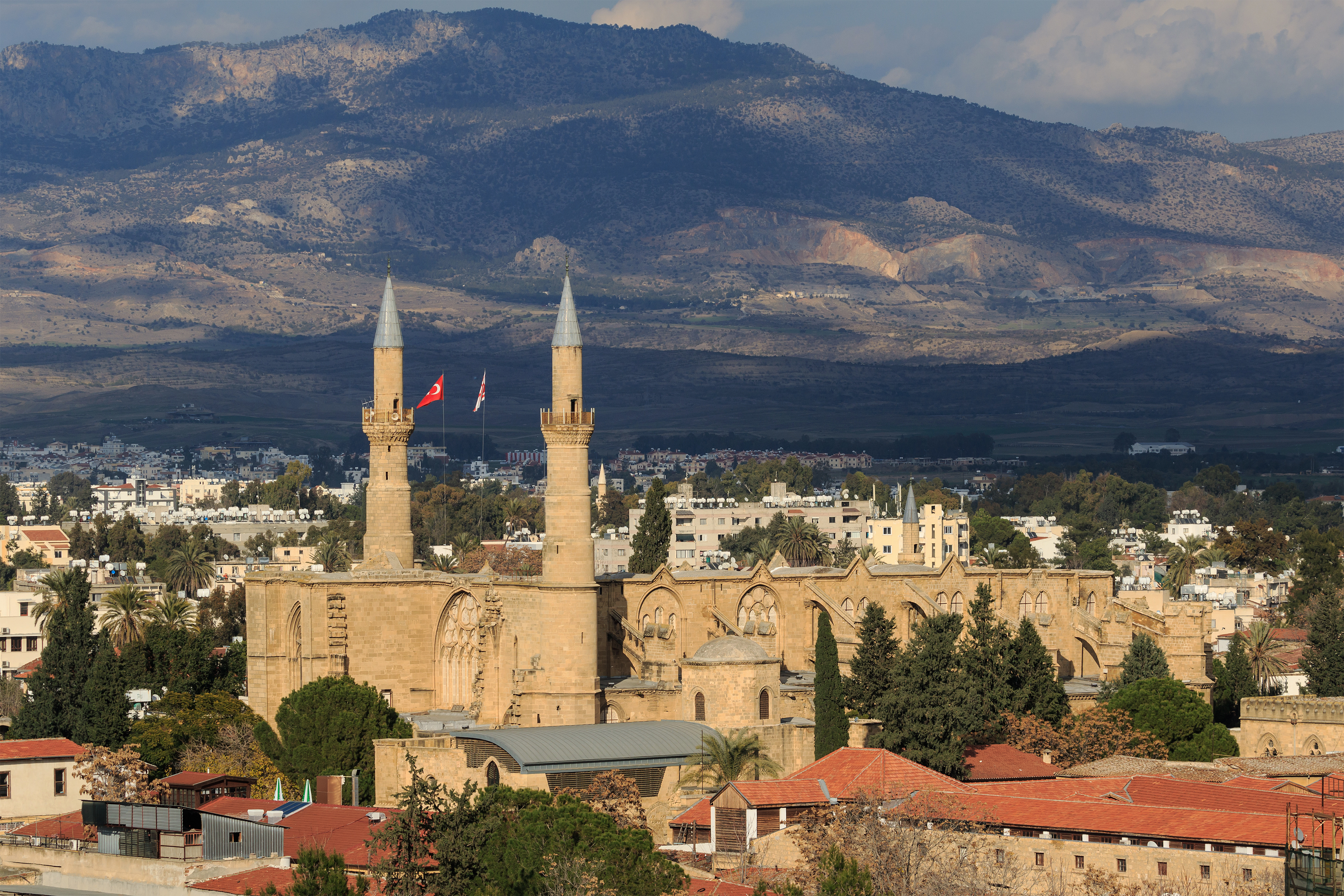
Selimiye-Moschee

Nord-Nikosia (türkisch [Kuzey] Lefkoşa, griechisch Βόρεια Λευκωσία Vóreia Lefkosía) ist der nördliche Teil der Stadt Nikosia im Zentrum der Mittelmeerinsel Zypern und ist de facto die Hauptstadt der international lediglich von der Türkei anerkannten Türkischen Republik Nordzypern. De jure gehört sie zusammen mit dem Südteil zum Bezirk Nikosia der Republik Zypern. Sie ist daher in der Liste geteilter Orte zu finden, durch die eine politische Grenze verläuft.

## Völkerrechtlicher Status
Nord-Nikosia gehört völkerrechtlich zur Republik Zypern, die jedoch seit der Besetzung des Nordens Zyperns durch türkische Streitkräfte und der Proklamation der Türkischen Republik Nordzypern im November 1983 de facto keine Hoheitsrechte über Nord-Nikosia ausübt. Seither wird die Stadt durch eine „Grüne Linie“ („Green Line“/„πράσινη γραμμή“/„yeşil hat“) geteilt, die von Friedenstruppen der Vereinten Nationen, der United Nations Peacekeeping Force in Cyprus (UNFICYP), überwacht wird.

## Sehenswürdigkeiten
- In der Arabahmet-Moschee aus dem 17. Jahrhundert wird eine Haarsträhne Mohammeds aufbewahrt.
- Die Selimiye-Moschee, erbaut im 13. Jahrhundert als Kathedrale Hagia Sophia, wurde 1571 von den Türken in eine Moschee umgewandelt.
- Die Haydar-Pascha-Moschee, erbaut im 14. Jahrhundert als St. Katharina-Kirche, wurde 1571 von den Türken in eine Moschee umgewandelt, heute säkularisiert.
- Die Sultan-Mahmut-Bibliothek mit einer großen Sammlung islamischer Manuskripte
- Der zentrale Atatürk-Platz mit der Venezianischen Säule im Mittelpunkt
- Die alte Karawanserei Büyük Han wurde 1572 kurz nach der türkischen Eroberung Zyperns erbaut und ist vermutlich das älteste türkische Bauwerk auf der Insel.
- Derviş Paşa-Villa
- Türkisches Ethnographisches Museum (Mevlevi Tekke)
- Barbarei-Museum
- Bibliothek des Sultans Mahmud II.
- Dereboyu Caddesi, offiziell Mehmet Akif Caddesi

## Verkehr
Östlich der Stadt befindet sich der Flughafen Ercan, der über eine 4-spurige Schnellstraße an Nord-Nikosia angeschlossen ist.
Es existieren Schnellstraßen nach Kyrenia (Girne) und nach Famagusta (Gazimağusa).
In der Stadt gibt es drei Grenzübergänge in den Südteil der Insel. Während die Grenzübergänge Metehan und Ledra Palace mit dem Auto passierbar sind, ist der Grenzübergang Lokmacı nur für Fußgänger bestimmt.

## Universitäten
In der Stadt gibt es vier Universitäten sowie einige Einrichtungen der Technischen Universität des Nahen Ostens und der Anatolien-Universität.

## Wirtschaft
Die Nationalbank der Türkischen Republik Nordzypern hat ihren Sitz in der Stadt.

## Sport
Die Vereine Çetinkaya TSK, Küçük Kaymaklı SK und Yenicami Ağdelen aus Nord-Nikosia spielen in der Kuzey Kıbrıs Süper Ligi, der höchsten Fußballliga in der Türkischen Republik Nordzypern.
Fenerium besitzt einen Store in der Bedrettin Demirel Caddesi.

## Persönlichkeiten
- Meliz Redif (* 1989), Sprinterin
- Buse Savaşkan (* 1999), Hochspringerin

## Städtepartnerschaften
- Ankara, Türkei (seit 1988)
- Istanbul, Türkei (seit 2020)
- Bursa, Türkei
- Gaziantep, Türkei
- Tokat, Türkei
- Komrat, Moldau
- Aračinovo, Nordmazedonien
- Karbinci, Nordmazedonien
- Kumanovo, Nordmazedonien[2]